# Rudolf Pfützner
Rudolf Pfützner (* 15. Januar 1910 in Leipzig; † 29. Januar 1999 in Berlin) war ein deutscher Kommunist, Widerstandskämpfer gegen den Nationalsozialismus und DDR-Diplomat.

## Leben
Der Sohn eines Arbeiters absolvierte nach dem Besuch der Volksschule eine kaufmännische Lehre. Er wurde 1926 Mitglied des  KJVD und 1928 der KPD. Nach der Machtergreifung der Nationalsozialisten 1933 leistete er antifaschistische Widerstandsarbeit. Von August bis November 1933 wurde er in Schutzhaft genommen und im September 1934 erneut inhaftiert. Im  April 1935 wurde er durch das Oberlandesgericht Dresden zu drei Jahren und sechs Monaten Haft verurteilt, die er im Zuchthaus Waldheim und im Lager Aschendorfer Moor verbüßte. Nach seiner Entlassung wurde er in Leipzig dienstverpflichtet. Als Leiter einer Leipziger Widerstandsgruppe wurde er 1941 verhaftet und 1942 durch den Volksgerichtshof zu 15 Jahren Zuchthaus verurteilt. Er kam erneut ins Zuchthaus Waldheim und schließlich in das KZ Mauthausen.
Nach seiner Befreiung ging er nach Leipzig zurück und war bis 1951 Intendant des Senders Leipzig. Er wurde 1946 Mitglied der SED. 1949/50 studierte er an der Parteihochschule „Karl Marx“. Ab Januar 1951 war er stellvertretender und von Juli 1951 bis 1955 Intendant des Berliner Rundfunks und des Deutschlandsenders. Gleichzeitig war er von 1952 bis 1955 Mitglied des Staatlichen Rundfunkkomitees.
Er trat dann in den diplomatischen Dienst der DDR und wurde Botschafter in Vietnam. Am 30. August 1955 überreichte er dem Präsidenten der Demokratischen Republik Vietnam, Hồ Chí Minh, sein Beglaubigungsschreiben. Diese Funktion hatte er bis 1959 inne. Er fungierte dann bis 1974 als Leiter der Abteilung Information und als Mitglied des Kollegiums des Ministeriums für Auswärtige Angelegenheiten. 
Anschließend wirkte er als Mitglied der Zentralleitung des Komitees der Antifaschistischen Widerstandskämpfer der DDR.

## Auszeichnungen
- 1955 Vaterländischer Verdienstorden in Bronze, 1970 in Silber und 1974 in Gold
- 1980 Ehrenspange zum Vaterländischen Verdienstorden in Gold
- 1985 Karl-Marx-Orden
- 1988 Auschwitz-Kreuz der Volksrepublik Polen[2]